# Porc effiloché

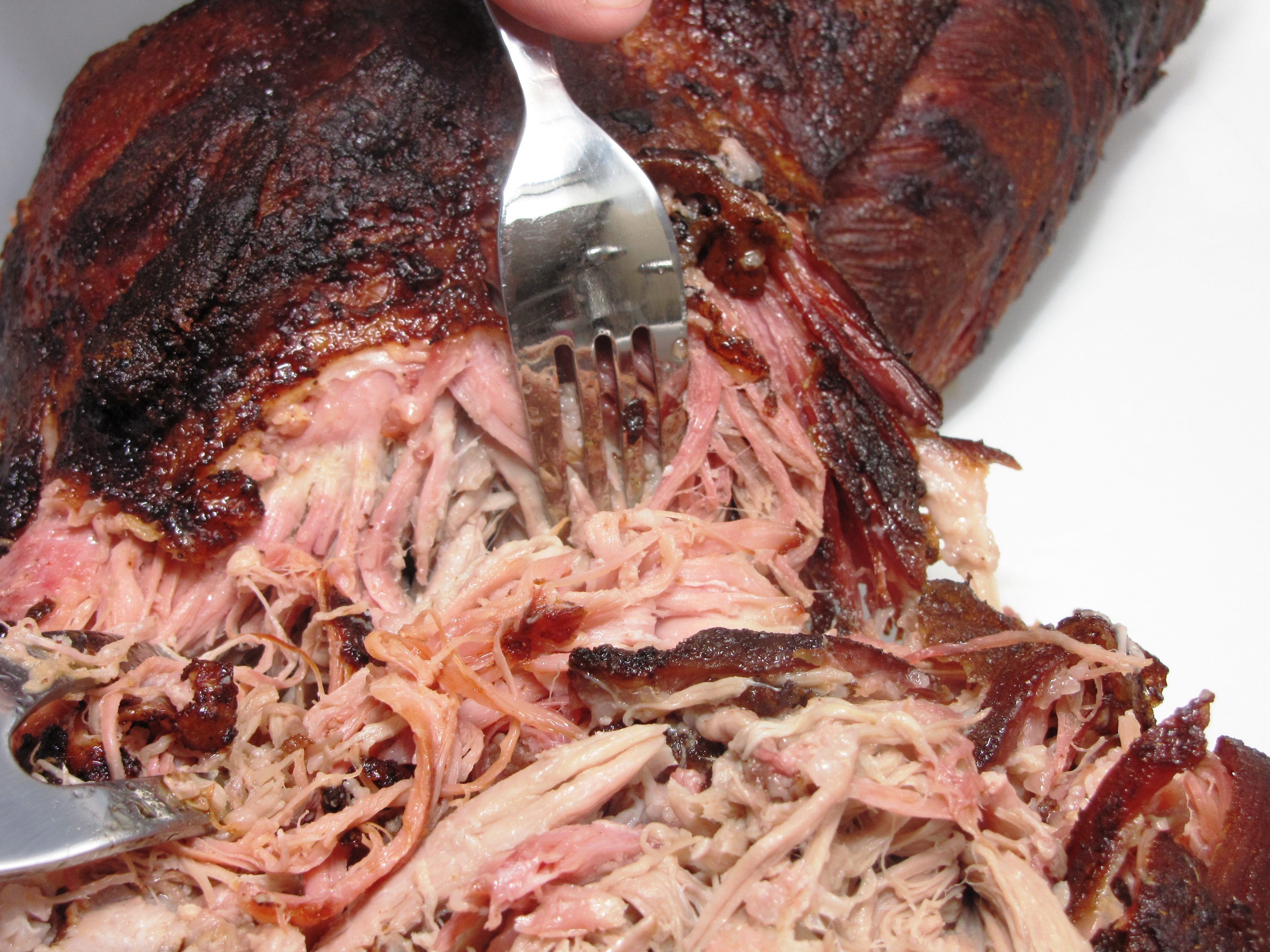
Porc effiloché.

Le porc effiloché est un plat culinaire originaire des États du Sud des États-Unis, dont le principal ingrédient est l’épaule de porc grillée au barbecue. La méthode de cuisson utilisée pour préparer le porc effiloché consiste à le fumer lentement sur du bois. Elle permet de rendre une pièce de viande coriace suffisamment tendre pour qu'elle puisse être effilochée, grâce à une cuisson lente à faible température.

## Préparation
Aux États-Unis, le porc effiloché (pulled pork en anglais) est généralement préparé à partir d'épaule (Boston butt en anglais) ou de pièces de viandes diverses. Elles sont couramment cuites lentement en utilisant une méthode de fumage, au barbecue. Toutefois, il est aussi possible d'utiliser une mijoteuse ou un four. Dans les zones rurales des États-Unis, un cochon entier rôti (en) ou bien des pièces de viande de porc diverses, ou seulement de l'épaule peuvent être utilisés, et le porc peut être servi avec une sauce à base de vinaigre.